# 후한
후한(後漢, 기원후 25년~220년)은 외척 왕망이 전한을 찬탈한 이후, 황실의 후예인 광무제 유수가 왕망을 타도하고 군웅들의 할거를 모두 평정해 한 왕조를 부흥시킨 국가이다.
수도를 낙양에 두었는데 그 위치가 전한의 수도 장안보다 동쪽에 있기에 동한(東漢)이라고도 한다.

## 역사
신나라 말기, 한조 부흥 운동 과정에서 제위에 오른 경시제(更始帝)의 휘하에 있었던 유수는 곤양 전투에서 대활약을 펼치는 등 두각을 나타냈다. 이후 유수는 왕망과 하북 군웅들을 연달아 격파하면서 제장들의 추대를 받아 무능한 경시제에게서 독립하고, 경시제를 무찌른 적미군을 굴복시켜 후한 왕조를 창업하였다. 광무제는 선정을 베풀어 후한 왕조의 기틀을 닦았다.
후한 시대에는 채륜(蔡倫)이 세계 최초의 종이인 채후지를 만들고, 장형(張衡)이 혼천의와 지동의를 만드는 등 문화가 번창하였다. 그리고 반초(班超)가 서역의 여러 나라와의 교역길을 열어 실크로드를 다시 개척하였다.
그러나 4대 황제인 화제(和帝)가 어린 나이로 즉위하고부터 예법 상 혹은 혈연 상 모후(母后)인 황태후(皇太后)가 임조칭제(臨朝稱制)하게 되었고, 이로 인해 황태후의 친가로서 권력을 장악한 외척 세력과 성인이 된 황제(皇帝)가 친정을 도모하면서 이용한 최측근의 환관 세력의 권력 쟁탈로 정치는 점점 타락해 갔으며 사회 전반의 침체가 뒤따랐다. 안제(安帝)의 치세부터는 서쪽의 강족(羌族)이 변경을 자주 침입하였고, 환제(桓帝)와 영제(靈帝)의 치세부터는 당고의 화가 두 차례나 일어나면서 유능한 선비들이 정가에서 축출·제거되어 조정의 자정 능력이 현저히 저하되었고, 매관매직과 수탈이 빈번해지면서 백성들의 삶이 피폐해져 갔다.
정국이 점차 어지러워지는 틈을 타 장각(張角)이 황건적의 난을 일으켰다. 결국 이 난은 정부군과 조정을 지지하는 군벌에 의하여 제압되기는 하였지만, 그 과정에서 각지에서 할거하던 군벌들의 힘은 강화된 반면, 후한 조정의 권위는 더욱 약해졌다. 결국 군벌들의 힘이 후한 왕조를 능가하게 되면서 천하를 둘러싼 영웅들의 대결이 펼쳐지고 삼국 시대가 사실상 개막되었다.
양주(凉州)의 군벌이었던 동탁(董卓)이 낙양(洛陽)에 입성하여 소제를 폐위시키고, 헌제(獻帝)를 추대함으로써 본격적인 군웅 할거 시대가 개막되었다. 조조(曹操)는 헌제를 보위하는 데 성공하고, 숙적 원소(袁紹)와의 대결에서 승리하며 화북과 화중의 일부를 차지한다. 이후 헌제가 조조의 아들인 문제(文帝) 조비(曹丕)에게 제위를 넘겨주며 후한 왕조는 멸망하고 위나라가 건국된다.

## 사상
왕망이 전한의 정권을 약탈하는 데 이용한 부명(符命)의 예언설이나, 광무제가 한실(漢室)을 부흥하기 위하여 광범위하게 활용한 도참(圖讖)은 각기 준거할 곳을 유가 경전에서 구하여 권위를 세우려고 하였다. 이미 전한말에는 음양5행설(陰陽五行說)을 원리로 삼는 갖가지 천인감응 사상에 의하여 유가의 경서를 해석하고 있었지만, 그러한 시류의 유자(儒者)는 한층 권력에 영합키 위해 공자의 저작으로 가탁한 위서(緯書)를 만들어 경학을 신비주의로 감쌌다.
기원후 56년 광무제가 도참을 천하에 공포하고, 장제(章帝)가 79년에 학자를 백호관(白虎觀)으로 모아놓고 5경(五經)의 국정 해석(國定解釋)을 토의시켜 전한 이래의 금문(今文)학의 우위를 보증하였다. 그러나 왕망의 신(新) 정권에 활용되었던 고문(古文) 경학의 세력도 무시할 수 없을 정도로 권력에 접근하고 있었다. 금·고문의 차이는 금문이 《춘추공양전(春秋公羊傳)》을 근거로 한왕조의 정책 운용에 적응한 이론을 제공하여 학관(學官)을 독점해 오고 있었는데 반하여 고문은 복고주의를 주창하면서 고대 성현의 이상정치에 접근하는 방법으로서 5경을 종합하는 텍스트의 언어해석을 기초로 한 해석학을 확립시켰다. 유흠·가규·반고와 같은 학자들은 고문의 경전이 도참의 불비를 보강할 수 있는 것이라 하여 《춘추좌씨전(春秋左氏傳)》, 《모시(毛詩)》 등을 국가에 공인시키려고 한 운동을 격렬하게 일으켰으나 대개 이 학문의 본령은 민간 사학에서 발휘되었다.
후한 때에는 일반적으로 ‘녹리(祿吏)의 도(道)’가 개방되었으므로 유생들이 다투어 경학을 배워 금고문에 능통하게 되었다. 따라서 신분질서를 중하게 보는 계급사상과 그 실천인 예를 존귀하게 여기는 명절(名節)의 기풍이 넘치게 되었다. 대략 명(明)·장(章)·화(和)의 3제(三帝, 58~105) 시절에 예교 국가(禮敎國家)의 체제가 정비되면서 당시의 지식인의 언행은 점차로 관료 후보의 예비공작적인 것으로 변해 갔다. 금고문 두 학파의 논쟁이 체제교학(體制敎學)의 강화에 일정한 역할을 수행하는 중에 학술의 기운이 사법(師法)을 준수한 전한의 일경 전문(一經專門)으로부터 5경 겸학(兼學)으로 진보하고, 다시 금문·고문 양 경학을 겸습하여 절충하고 총합하려고 하는 학자가 나타났다. 가규와 허신 등이 그들이다. 후한말이 되어 하휴(何休, 129~182)는 훈고의 형식에 의하여 춘추학을 완성시켰고, 정현(鄭玄)은 참위설도 살려가며 금고문의 예학을 통합함으로써 위진(魏晋) 이후의 경학의 일대 종주가 되었다.
국교인 유학이 신비화의 깊이를 더하고 있는 중에 지배권력의 의사를 거슬려서 천인감응의 참위설을 부인하는가 하면 음양오행설을 신봉하는 모든 학설에 대하여 비판의 화살을 돌려댄 지식인들이 출현하였다. 환담(桓譚)에서 시작하는 무신론자의 계열이 그것이다. 그들은 경험주의와 예리한 이성으로 그런 것들에 공격을 가하였다. 왕충을 필두로 왕부(王符), 중장통(仲長統)이 계속 나왔다. 왕부는 그의 〈잠부론(潛夫論)〉에서 빈부를 사회적 근원부터 추구하여 유법(儒法) 양면에서 사회비판을 행하였고, 중장통은 〈창언(昌言)〉에서 신권적인 왕조 순환사관(王朝循環史觀)을 비판하며 지배자의 철학에 각각 준열한 타격을 주었다.

## 대외 관계
166년 로마의 사신이 처음으로 한나라를 방문하였다.

## 역대 황제
| 대수 | 묘호             | 시호                                 | 성명       | 연호 | 재위기간      | 능호           |
| --- | ---------------- | ------------------------------------ | ---------- | --- | ------------- | -------------- |
| 제1대 | 한 세조 (漢世祖) | 광무황제 (光武皇帝)                  | 유수(劉秀) | 건무(建武) 25년 ~ 56년 건무중원(建武中元) 56년 ~ 57년 | 25년 ~ 57년   | 원릉(原陵)     |
| 제2대 | 한 현종 (漢顯宗) | 효명황제 (孝明皇帝)                  | 유장(劉莊) | 영평(永平) 58년 ~ 75년 | 57년 ~ 75년   | 현절릉(顯節陵) |
| 제3대 | 한 숙종 (漢肅宗) | 효장황제 (孝章皇帝)                  | 유달(劉炟) | 건초(建初) 76년 ~ 84년 원화(元和) 84년 ~ 87년 장화(章和) 87년 ~ 88년                                                                                           | 75년 ~ 88년   | 경릉(敬陵)     |
| 제4대 | 한 목종 (漢穆宗) | 효화황제 (孝和皇帝)                  | 유조(劉肇) | 영원(永元) 89년 ~ 105년 원흥(元興) 105년 | 88년 ~ 105년  | 순릉(順陵)     |
| 제5대 | -                | 효상황제 (孝殤皇帝)                  | 유융(劉隆) | 연평(延平) 106년 | 105년 ~ 106년 | 강릉(康陵)     |
| - | -                | 효덕황제 (孝德皇帝) (후한 안제 추숭) | 유경(劉慶) | - | -             | 감릉(甘陵)     |
| 제6대 | 한 공종 (漢恭宗) | 효안황제 (孝安皇帝)                  | 유호(劉祜) | 영초(永初) 107년 ~ 113년 원초(元初) 114년 ~ 119년 영녕(永寧) 120년 ~ 121년 건광(建光) 121년 ~ 122년 연광(延光) 122년 ~ 125년                                   | 106년 ~ 125년 | 공릉(恭陵)     |
| 제7대 | -                | 소황제 (少皇帝) (북향후<北鄕侯>)     | 유의(劉懿) | - | 125년         | -              |
| 제8대 | 한 경종 (漢敬宗) | 효순황제 (孝順皇帝)                  | 유보(劉保) | 영건(永建) 126년 ~ 132년 양가(陽嘉) 132년 ~ 135년 영화(永和) 136년 ~ 141년 한안(漢安) 141년 ~ 144년 건강(建康) 144년                                           | 125년 ~ 144년 | 헌릉(憲陵)     |
| 제9대 | -                | 효충황제 (孝沖皇帝)                  | 유병(劉炳) | 영희(永憙) 145년 | 144년 ~ 145년 | 회릉(懷陵)     |
| 제10대 | -                | 효질황제 (孝質皇帝)                  | 유찬(劉纘) | 본초(本初) 146년 | 145년 ~ 146년 | 정릉(靜陵)     |
| - | -                | 효목황제 (孝穆皇帝) (후한 환제 추숭) | 유개(劉開) | - | -             | 낙성릉(樂成陵) |
| - | -                | 효숭황제 (孝崇皇帝) (후한 환제 추숭) | 유익(劉翼) | - | -             | 박릉(博陵)     |
| 제11대 | 한 위종 (漢威宗) | 효환황제 (孝桓皇帝)                  | 유지(劉志) | 건화(建和) 147년 ~ 149년 화평(和平) 150년 원가(元嘉) 151년 ~ 152년 영흥(永興) 153년 ~ 154년 영수(永壽) 155년 ~ 158년 연희(延熹) 158년 ~ 167년 영강(永康) 167년 | 146년 ~ 168년 | 선릉(宣陵)     |
| - | -                | 효원황제 (孝元皇帝) (후한 영제 추숭) | 유숙(劉淑) | - | -             | 돈릉(敦陵)     |
| - | -                | 효인황제 (孝仁皇帝) (후한 영제 추숭) | 유장(劉萇) | - | -             | 신릉(愼陵)     |
| 제12대 | -                | 효령황제 (孝靈皇帝)                  | 유굉(劉宏) | 건녕(建寧) 168년 ~ 172년 희평(熹平) 172년 ~ 178년 광화(光和) 178년 ~ 184년 중평(中平) 184년 ~ 189년                                                            | 168년 ~ 189년 | 문릉(文陵)     |
| 제13대 | -                | 소황제 (少皇帝) (홍농회왕<弘農懷王>) | 유변(劉辯) | 광희(光熹) 189년 소녕(昭寧) 189년 | 189년         | -              |
| 제14대 | -                | 효헌황제 (孝獻皇帝)                  | 유협(劉協) | 영한(永漢) 189년 중평(中平) 189년 초평(初平) 190년 ~ 193년 흥평(興平) 194년 ~ 195년 건안(建安) 196년 ~ 220년 연강(延康) 220년                                  | 189년 ~ 220년 | 선릉(禪陵)     |
| 비고: 화제의 묘호 목종, 안제의 묘호 공종, 순제의 묘호 경종, 환제의 묘호 위종은 190년에 채옹의 건의로 취소되었다. |                  |                                      |            | |               |                |

## 같이 보기
- 한나라 황제 가계도
- 후한의 행정 구역
- 한나라 역대황제 계보도